# 強大祖國
強大祖國（羅馬化：Hzor Hayrenik）是亞美尼亞的一個政黨。強大祖國成立於1999年。雖然該黨是由瓦爾丹·瓦爾達佩蒂安所創立，但從2006年以來一直由該黨副主席希拉克·托羅相領導。

## 歷史
該黨於1999年由來自喬治亞的亞美尼亞人創立。
強大祖國參加1999年亞美尼亞議會選舉，獲得2.30%的選票，未能在亞美尼亞國民議會中獲得任何席位。 
強大祖國參加2003年亞美尼亞議會選舉，獲得3.30%的選票，未能獲得任何席位。同時，該黨在2003年亞美尼亞總統選舉中支持羅伯特·科恰良。
希拉克·托羅相決定參加2007年亞美尼亞議會選舉，作為亞美尼亞共和黨候選人名單的一部分，並在亞美尼亞國民議會中贏得一個席位。
2008年亞美尼亞總統選舉前，該黨支持亞美尼亞共和黨的塞爾基·薩奇席恩。

## 意識形態
強大祖國支持加強亞美尼亞與亞美尼亞僑民之間的聯繫，並加強亞美尼亞的經濟發展。